# Pala di San Gottardo
La Pala di San Gottardo è un dipinto a olio su tela (270x211 cm) di Giovanni Cariani, databile al 1517-1518 e conservato nella Pinacoteca di Brera a Milano. 

## Storia
Giovanni Cariani arrivò a Bergamo il 15 agosto 1517 e il primo lavoro che gli venne commissionato fu la realizzazione di una pala dedicata a san Giuseppe dal consiglio della Scuola di san Giuseppe in onore del santo che era stato investito a patrono della città, per la chiesa di San Gottardo, distrutta nel XVIII secolo, e il quadro venne poi trasferito alla Pinacoteca di Brera. 
Il dipinto venne terminato nel 1518 ed è forse il primo grande lavoro eseguito dal pittore. Il dipinto era originariamente dotato di predella, che venne smembrata con le soppressioni napoleoniche e per un lungo periodo conservata in collezione privata, passando poi di proprietà dell'Accademia Carrara.
Si riteneva che la pala fosse datata 1520, quindi successiva ai lavori del Lotto per la chiesa di san Bernardino e di Santo Spirito, e che il pittore avesse colto i lavori del veneziano trovandone spunto in un proprio sviluppo personale, ma la datazione precedente a quei lavori rende all'opera del Cariani la giusta originalità. Vi è inoltre una marcata diversità delle opere: più animata e movimentata sarà quella del Lotto, più serena e calma è l'opera del Cariani. Forse fu proprio il Lotto alcuni anni dopo a ispirarsi a questa tela per la sua Pala di San Bernardino.
Il pittore si trovò in attrito con i committenti, ed inoltre il Lotto e il Previtali avevano già ottenuto le commissioni per i più grandi lavori delle chiese. Questo spiega forse perché questa sia la sola pala d'altare eseguita dall'artista nei nove anni trascorsi a Bergamo.
Alla soppressione della chiesa il dipinto risulta documentato nel 1803 nel palazzo Nuovo di Bergamo. Fu poi consegnato al delegato Dell'Acqua perché scelto da Andrea Appiani per essere trasferito alla pinacoteca di Brera dove è presente dal 1805. La predella del dipinto raffigurante la Fuga in Egitto descritta dal Francesco Tassi che era presente nel 1803 nella medesima locazione, fu acquistata all'asta da Giuseppe Sonzogno per ottanta franchi.

## Descrizione e stile
Il dipinto ci descrive una sacra conversazione ambientata in un paesaggio nuovo, aperto e luminoso, con colline che si perdono in profondità tra due ombrose quinte d'alberi. 
La Vergine è seduta su di un alto trono coperto da un drappo rosso che è tenuto sollevato simmetricamente da due angioletti in volo, mentre altri angeli musicanti, cherubini e serafini appaiono in una nube in cielo. La Madonna tiene sulle sue ginocchia il Bambino benedicente leggermente spostato a sinistra. Ai piedi del trono si vedono alcuni angioletti cantori, che modernamente sono in parte in ombra. 
Attorno al trono si dispone una serie di santi: da sinistra sant'Apollonia (con la tenaglia), sant'Agostino da Ippona (vestito da vescovo), santa Caterina d'Alessandria (con la ruota dentata rotta), san Giuseppe (col bastone), santa Grata (colei che recuperò le reliquie di sant'Alessandro, patrono di Bergamo, infatti ne ha in mano la testa decollata), san Filippo Benizzi e santa Barbara (col libro che leggeva durante le ore di prigionia).
Le sante vengono rappresentate con quella corposità terrena tipica del Cariani, che si può riscontrare anche nel dipinto Gruppo Albani, caratteristica che rende particolarmente riconoscibili le sue opere. Tutti i personaggi, nella loro corporeità, non appaiono ancora santi ma umani e terreni, mentre il Bambino, rappresentato nella sua nudità, rende il contrasto tra il terreno e celeste
Anche se il Cariani ha riempito la scena di santi come a riprendere la Pala Martinengo del Lotto datata 1516, i personaggi sono differenti ed il paesaggio sullo sfondo presenta una complessa originalità. In un alternarsi di colline e boschi, nel quale compare una città che dovrebbe essere la parte alta di Bergamo, il paesaggio è animato da pastori, animali e sul lato sinistro un san Girolamo penitente e orante. Mentre i personaggi dei santi sono terreni, non hanno il misticismo presente nell'opera lottesca ma sembrano uomini comuni che casualmente si trovano ad indossare paramenti sacri.
Per questo la pala anticipa il patetismo lottesco e ha colori dai toni acuti e frizzanti.
Il dipinto era correlato di una predella che il Tassi descrive come Sotto il quadro nel mezzo della predella, v'ha pure dipinta la fuga della Vergine, in Egitto, che siede col bambino in seno sopra un asinello guidato per mano di un angelo e dietro s.Giuseppe carico dei suoi arnesi in un vago piccolo paese, identificato poi in un lavoro di cui sono ora conservati solo due pezzi in collezione privata.